# Waitkera waitakerensis
Genre
Espèce
Synonymes
- Uloborus waitakerensis Chamberlain, 1946

Waitkera waitakerensis, unique représentant du genre Waitkera, est une espèce d'araignées aranéomorphes de la famille des Uloboridae.

## Distribution
Cette espèce est endémique de Nouvelle-Zélande. Elle se rencontre dans l'île du Nord.

## Description
Le mâle décrit par Opell en 1979 mesure 2,9 mm et la femelle 3,5 mm.

## Étymologie
Son nom d'espèce, composé de waitaker et du suffixe latin -ensis, « qui vit dans, qui habite », lui a été donné en référence au lieu de sa découverte, les Waitaker Hills.

## Publications originales
- Chamberlain, 1946 : Revision of the Araneae of New Zealand. Part II. Records of the Auckland Institute and Museum, vol. 3, p. 85-97.
- Opell, 1979 : Revision of the genera and tropical American species of the spider family Uloboridae. Bulletin of the Museum of Comparative Zoology, vol. 148, p. 443-549 (texte intégral).